# Cocó de la Gralla
Les pintures rupestres del Cocó de la Gralla estan situades al barranc de Montpou, al municipi de Mas de Barberans (Montsià), dins el Parc Natural dels Ports i compta amb figures que no havien estat documentades a Catalunya fins al 2018.

## Descobriment
Van ser descobertes per un veí de Santa Bàrbara. El 2014, es va informar de la seva existència al Servei d'Arqueologia i Paleontologia del Departament de Cultura, que va confirmar la seva autenticitat i va iniciar la redacció del pla integral de recuperació del conjunt pictòric.

## Estil i característiques de l'abric
El conjunt de pintures està format per 69 figures d'estil llevantí; és a dir un "art figuratiu" que no naturalista com erròniament es qualifica. Entre restes d´imatges es poden observar 27 arquers, 4 figures humanes o 3 cabres; algunes porten ornaments, com ara plomes. En destaquen dues fileres d'arquers a la carrera, així com diversos animals i petjades, que formen una possible escena de cacera. Aquestes figures fan d'aquest conjunt un dels més excepcionals que es conserven a Catalunya. Aquesta expressió artística-credencial correspon cultural-cronològicamente al Epipaleolitic-Mesolític, ara fa 10.000-7.000 anys.